# Sebastian Kaufmane
Sebastian Kaufmane (* 1982 in Neubrandenburg) ist ein deutscher Schauspieler.

## Leben
Kaufmane wuchs in Templin (Brandenburg) auf. Er machte zunächst eine Ausbildung zum  Kommunikationselektroniker. Seine Schauspielausbildung absolvierte er dann von 2003 bis 2007 an der Hochschule für Musik und Theater Felix Mendelssohn Bartholdy in Leipzig. Im Rahmen seines Studiums durchlief er ab 2005 die zweijährige Studioausbildung am neuen theater Halle.
Von 2007 bis 2009 war er fest am Neuen Theater Halle engagiert. Dort hatte er Hauptrollen unter anderem in Leonce und Lena (2008; als Valerio) und in Der Raub der Sabinerinnen (2009; an der Seite von Danne Hoffmann als Direktorin Striese). In Halle realisierte er auch eigene Regie- und Kabarettprojekte, wie Stulle und Bulle (2007, mit Jonas Hien) und Was ihr wollt – ein Manifest (2007, gemeinsam mit Martin Vischer).
Von 2009 bis 2014 er dann festes Ensemblemitglied am Schauspiel Hannover unter Intendant Lars-Ole Walburg. Dort spielte er u. a. den Dionysos in Die Bakchen (Premiere: Spielzeit 2010/11, Regie: Christian Tschirner) und den Titelhelden in Parzival (Premiere: Spielzeit 2010/11, in der Adaption von Lukas Bärfuss). 2014 und 2016 trat er weiterhin als Gast am Schauspiel Hannover auf. 2014 war er einer der Nitribitt-Kunden in Das Mädchen Rosemarie; 2016 spielte er dort den Karl Moor in einer Stummfilm-Fassung von Schillers Die Räuber.
Kaufmane übernahm auch Film- und Fernseharbeiten. Mit Sülbiye Günars Kinofilm Abgebrannt (2011), in dem er als Mario mitwirkte, war er auch im Kleinen Fernsehspiel des ZDF zu sehen. Episodenrollen hatte er in den Fernsehserien Flemming (2011) und SOKO Wismar (2015; als Tatverdächtiger Ruid de Vries). Im Lindholm-Tatort: Das goldene Band (Erstausstrahlung: Dezember 2012) hatte er eine Nebenrolle als Strafgefangener Marco, in einer Szene mit Maria Furtwängler und Alessija Lause.
In dem Märchenfilm Till Eulenspiegel (2014) spielte er eine der Hauptrollen als Soldat Leo. In der ZDF-Fernsehreihe Inga Lindström war Kaufmane in dem Film Kochbuch der Liebe (Erstausstrahlung: Mai 2017) als Ole, der Freund der Food-Bloggerin und weiblichen Hauptfigur Jule (Anna Hausburg), zu sehen. In der im September/Oktober 2018 neu auf Das Erste ausgestrahlten TV-Serie Die Heiland – Wir sind Anwalt verkörperte er in einer dramatischen Episodenhauptrolle den Polizeischüler Mike Neidhart, der sich in seinen Ausbilder verliebt. In der ARD-Fernsehreihe Der Ranger – Paradies Heimat (2018), die im Nationalpark Sächsische Schweiz spielt, spielt Kaufmane als Outdoorshop-Inhaber Kai Evers eine der zur Stammbesetzung gehörenden Rollen, den besten Freund des Hauptdarstellers. In der 16. Staffel der ZDF-Serie SOKO Wismar (2019) spielte Kaufmane den verheirateten Kinderbuchillustrator Thiess Laurenz, der mit seiner tödlich verunglückten Putzfrau ein neues Leben beginnen wollte. In der 5. Staffel der TV-Serie In aller Freundschaft – Die jungen Ärzte (2019) übernahm Kaufmane eine der Episodenhauptrollen als junger, alleinerziehender Vater, der nach einer Not-Operation unter Amnesie leidet.  In der 2. Staffel der TV-Serie In aller Freundschaft – Die Krankenschwestern (2021) spielte er eine der Episodenhauptrollen als Versicherungsmakler und besorgter Ehemann einer NGO-Projektleiterin, die sich mit einer schweransteckenden Tropenkrankheit infiziert hat.
Kaufmane lebt in Berlin.

## Filmografie (Auswahl)
- 2010: Goethe! (Kinofilm)
- 2011: Abgebrannt (Kinofilm)
- 2011: Flemming (Fernsehserie; Folge: Der Gesang der Schlange)
- 2012: Tatort: Das goldene Band (Fernsehreihe)
- 2014: Till Eulenspiegel (Fernsehfilm)
- 2015: SOKO Wismar (Fernsehserie; Folge: Heimkehr in den Tod)
- 2015: Nach dem Regen (Kurzfilm)
- 2017: A Cure for Wellness (Kinofilm)
- 2017: Inga Lindström: Kochbuch der Liebe (Fernsehreihe)
- 2018: Die Heiland – Wir sind Anwalt (Fernsehserie; Folge: Wenn Du mich liebst)
- 2018: Der Ranger – Paradies Heimat: Wolfsspuren (Fernsehreihe)
- 2018: Der Ranger – Paradies Heimat: Vaterliebe (Fernsehreihe)
- 2018: Die Hälfte der Welt gehört uns – Als Frauen das Wahlrecht erkämpften (Dokudrama)
- 2019: SOKO Wismar (Fernsehserie; Folge: Freier Fall)
- 2019: In aller Freundschaft – Die jungen Ärzte (Fernsehserie; Folge: Zurück zu dir)
- 2020: Der Ranger – Paradies Heimat: Entscheidungen (Fernsehreihe)
- 2020: Der Ranger – Paradies Heimat: Zeit der Wahrheit (Fernsehreihe)
- 2020: Unorthodox (Netflix-Miniserie)
- 2020: Notruf Hafenkante (Fernsehserie; Folge: Die große Chance)
- 2021: Der Ranger – Paradies Heimat: Junge Liebe (Fernsehreihe)
- 2021: Der Ranger – Paradies Heimat: Sturm (Fernsehreihe)
- 2021: In aller Freundschaft – Die Krankenschwestern (Fernsehserie; Folge: Todesangst)
- 2024: Neuer Wind im Alten Land: Beke wirbelt auf (Fernsehreihe)
- 2024: In aller Freundschaft – Die jungen Ärzte (Fernsehserie; Folge: Nicht aufzuhalten)
- 2024: Der Zürich-Krimi: Borchert und die Stadt in Angst (Fernsehreihe)
- 2025: Neuer Wind im Alten Land: Erntezeit (Fernsehreihe)